# Polona Hercog
Polona Hercog (Maribor, Eslovenia, 20 de enero de 1991) es una tenista profesional eslovena. Su ranking WTA más alto de su carrera es 35 en individuales alcanzado el 12 de septiembre de 2011 y 56 en dobles. Ha ganado cinco títulos en el WTA Tour, tres en individuales y dos en dobles. Hercog también ha tenido éxito en el Circuito Femenino ITF, ganado 19 títulos individuales y cinco dobles.
Junto con Jessica Moore, ganó los títulos del Abierto de Francia y del Campeonato de Wimbledon júnior en la competición de dobles en 2008.

## Carrera

### Carrera juvenil
En 2008, Hercog alcanzó los cuartos de final en individuales tanto en el Abierto de Francia júnior como en Wimbledon. En dobles, ella y la australiana Jessica Moore ganaron dos títulos de Grand Slam juntas, el Abierto de Francia y Wimbledon; este último fue el último torneo de su carrera júnior. El 7 de julio, Hercog alcanzó el puesto número 8 en el ranking ITF júnior, el más alto de su carrera.

### 2007–2009
En septiembre de 2007, Hercog recibió una wild card e hizo su debut en el WTA Tour en el Torneo de Portoroz, perdiendo en primera ronda ante Elena Vesnina en tres sets. Hercog participó en la Copa de Estambul, pasando la clasificación para llegar al cuadro principal, donde perdió en la primera ronda ante la octava cabeza de serie Tsvetana Pironkova. En el mismo torneo, llegó a la final de la competencia de dobles junto a la neozelandesa Marina Erakovic. Clasificada en el puesto número 215, hizo su debut en el Grand Slam en la competencia de clasificación del Abierto de Estados Unidos 2008, perdiendo ante Sandra Záhlavová en la primera ronda. 
En abril de 2009, Hercog ingresó al Abierto de Marruecos en Fez a través de la clasificación, derrotando a la séptima cabeza de serie Roberta Vinci para alcanzar los cuartos de final, donde perdió ante Alisa Kleybanova. En el Torneo de Roland Garros 2009 se clasificó para el cuadro principal y sorprendió a la cabeza de serie número 23 Kleybanova antes de perder ante Aravane Rezaï en la segunda ronda. 
El 5 de julio, debutó en el top 100 de la clasificación por primera vez en el puesto número 89. En el Abierto de Estados Unidos, Hercog fue derrotada por la wildcard estadounidense Christina McHale en la primera ronda. También jugó el Abierto de Luxemburgo, derrotando a Maria Elena Camerin en la primera ronda. Luego perdió ante Sabine Lisicki en dos sets.

### 2010
Hercog comenzó su temporada en el Torneo de Auckland, donde perdió ante Shahar Pe'er en la primera ronda. 
En el Abierto Mexicano, Hercog alcanzó su primera final de individuales del WTA Tour y ganó su primer título de dobles de la WTA. Derrotó a Rossana de los Ríos en la primera ronda por 6-4, 6-1. En la segunda ronda a Alizé Cornet, a Ágnes Szávay que se retiró del partido de cuartos de final cuando Hercog lideraba por un set, y a Carla Suárez Navarro en dos sets en las semifinales.  En la final, perdió ante la cabeza de serie número uno y ex número uno del mundo, Venus Williams, a pesar de ganar el primer set por 6-2 y perdió los dos siguientes por 6-2, 6-3. Junto a Barbora Záhlavová-Strýcová, ganó su primer título de dobles del tour, venciendo al dúo italiano Sara Errani y Roberta Vinci.

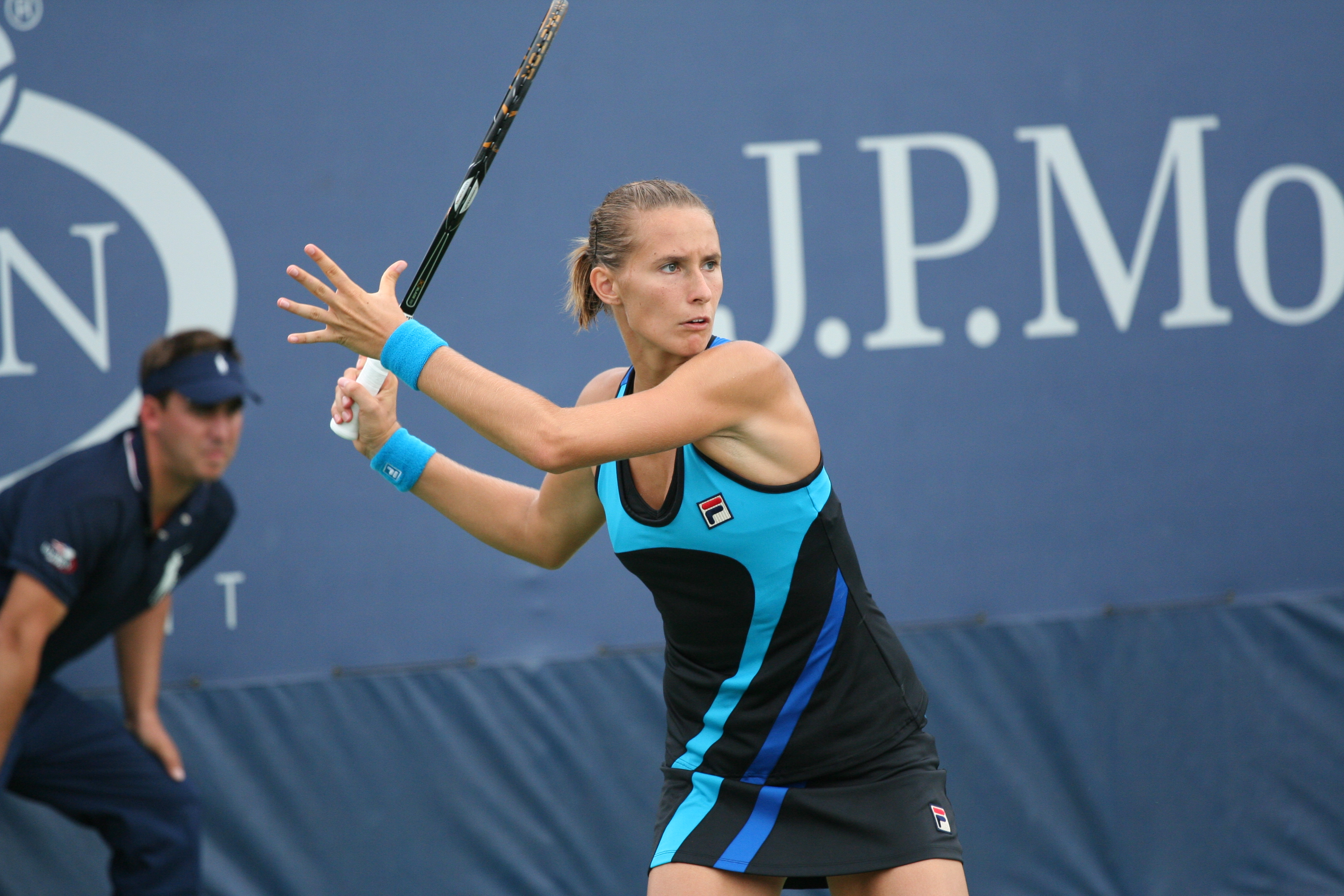
Polona Hercog en el Abierto de Estados Unidos en 2010.

En el Indian Wells, Hercog derrotó a Raluca Olaru en la primera ronda y pero fue derrotada por Marion Bartoli (11.ª cabeza de serie) en la segunda ronda. En Roland Garros, dio la sorpresa en la segunda ronda al derrotar a Lucie Šafářová (24.ª cabeza de serie). En Portorož alcanzó las semifinales, donde ganó un set contra Anna Chakvetadze, pero perdió el partido en tres sets.  

### 2011
Hercog comenzó el año en el Brisbane International, donde perdió en la primera ronda ante Iveta Benešová en dos sets. Segunda cabeza de serie en la clasificación en el Sydney International, Hercog perdió en la primera ronda ante Jill Craybas. En el Abierto de Australia, perdió en la primera ronda en un partido reñido ante la número 46 del mundo, Anastasija Sevastova.
Segunda cabeza de serie en el Abierto Mexicano, Hercog perdió en la primera ronda ante Lourdes Domínguez Lino. Luego se quedó en México para el Abierto de Monterrey. Octava cabeza de serie, Hercog derrotó a Angelique Kerber en la primera ronda 6-3, 6-3.  Luego llegó a las semifinales, donde perdió ante la primera cabeza de serie Jelena Janković en dos sets. En el Masters de Indian Wells, Hercog perdió en la primera ronda ante Anastasija Sevastova.  En el Masters de Miami, perdió en la primera ronda ante Chanelle Scheepers en tres sets.  En el Torneo de Barcelona, Hercog ganó su partido de primera ronda contra la perdedora afortunada Jamie Hampton. En la segunda ronda, venció fácilmente a Mirjana Lučić.  En los cuartos de final, perdió ante Laura Pous Tió en tres sets.

### 2012
Hercog comenzó el año en el Brisbane International. Se retiró perdiendo 6-1, 4-1 en su partido de primera ronda contra la séptima cabeza de serie Anastasia Pavlyuchenkova debido a una lesión en la espalda baja.  Tercera cabeza de serie en la clasificación en el Sydney International, Hercog perdió en la ronda final de la clasificación ante la séptima cabeza de serie Ekaterina Makarova. Sin embargo, recibió un puesto de perdedora afortunada en el cuadro principal. En la primera ronda, Hercog perdió ante la octava cabeza de serie Marion Bartoli, mientras que, en el Abierto de Australia, perdió en la primera ronda ante la 22.ª cabeza de serie Julia Görges. 
Como segunda cabeza de serie para la clasificación en el Torneo de Dubái, perdió en la ronda final de la clasificación ante Aleksandra Wozniak. Entrando al cuadro principal como perdedora afortunada, Hercog perdió en la primera ronda ante la número 21 del mundo, Daniela Hantuchová. Clasificada en el puesto 38 en el Masters de Indian Wells, perdió en la primera ronda ante la wildcard Jamie Hampton, 0-6, 1-6. En el Sony Ericsson Open, Hercog se vengó de la jugadora que había llegado a la fase previa, Jamie Hampton, al derrotarle en la primera ronda por 6-1, 6-3. En la segunda, perdió ante la séptima cabeza de serie, Marion Bartoli. 
Hercog comenzó su temporada en tierra batida en Torneo de Charleston. Preclasificada en el puesto 14, venció a Kimiko Date-Krumm en la primera ronda  y a la estadounidense Varvara Lepchenko en la segunda. En la tercera ronda, Hercog derrotó a la tercera cabeza de serie Marion Bartoli y en cuartos de final, a la decimotercera cabeza de serie Nadia Petrova, por 6–1, 6–2 para alcanzar las semifinales, donde fue aplastada por la novena cabeza de serie Lucie Šafářová, por doble 6–0. Ocupando el puesto no.37 en el Masters de Madrid, Hercog perdió en la primera ronda ante Shahar Pe'er por 3-6, 5-7.  En el Torneo de Roland Garros, fue derrotada en la primera ronda por Ayumi Morita. En Wimbledon, Hercog perdió en la primera ronda ante la clasificadora Kristýna Plíšková. 
Hercog luego jugó en el Abierto de Suecia como campeona defensora y prevaleció nuevamente, derrotando a Mathilde Johansson en la final.  Representando a Eslovenia en los Juegos Olímpicos de Londres, Hercog fue derrotada en la primera ronda por María José Martínez Sánchez. Jugó el Abierto de Estados Unidos, donde fue derrotada en la primera ronda por la quinta cabeza de serie Petra Kvitová. 
En el Torneo de Seúl 2012, perdió en la primera ronda ante la octava cabeza de serie Ekaterina Makarova. Se clasificó para el China Open venciendo aMathilde Johansson y Gréta Arn. En la primera ronda, Hercog lideró 5-7, 6-4, 3-0 antes de que Anastasia Pavlyuchenkova se retirara debido a una enfermedad gastrointestinal. En la segunda ronda, derrotó a Ekaterina Makarova en un partido muy reñido.  En la tercera ronda, Hercog perdió ante la segunda cabeza de serie y eventual finalista Maria Sharapova. Hercog terminó el año en el puesto número 80.

### 2013
En el Abierto de Australia, fue derrotada en la primera ronda por la cabeza de serie número 21, Varvara Lepchenko. 
Preclasificada en el puesto 17 para la clasificación en el Torneo de Roland Garros, venció a Ajla Tomljanović en la primera ronda de clasificación, pero en la segunda ronda perdió contra Grace Min. Compitiendo en la primera edición de la Nürnberger Versicherungscup, Hercog derrotó a la segunda cabeza de serie Klára Zakopalová en la primera ronda. En la segunda ronda, venció a Julia Cohen en dos sets. En los cuartos de final, Hercog fue derrotada por la quinta cabeza de serie Lucie Šafářová. Hercog ganó la Copa ITS como cabeza de serie número uno al vencer a Katarzyna Piter en la final.
Hercog se clasificó para el Masters de Cincinnati derrotando a la novena cabeza de serie Lourdes Domínguez Lino en la ronda final de clasificación. En la primera ronda, venció a la número 19 del mundo, Dominika Cibulková, por 6-2, 6-4.  En la segunda ronda, Hercog perdió ante la sexta cabeza de serie Sara Errani.  En el Abierto de Estados Unidos, Hercog fue derrotada en la primera ronda por la cabeza de serie número 24 Ekaterina Makarova. 
En el Torneo de Québec City 2013, sorprendió a la máxima favorita y campeona defensora Kirsten Flipkens en la primera ronda por 6-3, 6-1.  En la segunda ronda, venció a la clasificada Julie Coin por 6-0, 6-2.  En los cuartos de final, Hercog perdió ante Christina McHale.  Clasificándose para el Torneo de Pekín, Hercog venció a Monica Puig en la primera ronda por 6-1, 6-4.  En la segunda ronda, Hercog sorprendió a la decimocuarta cabeza de serie y ex número 1 del mundo, Ana Ivanovic.  En la tercera ronda, perdió contra la tercera cabeza de serie Agnieszka Radwańska. Terminó el año en el puesto número 65, con 25 victorias y 14 derrotas.

### 2014
Hercog comenzó su temporada en el Abierto de Australia. En la primera ronda se enfrentó a Alizé Cornet, cabeza de serie número 25. Hercog se retiró perdiendo 1-0 debido a una lesión en el hombro. 
Hercog hizo su regreso durante la temporada de tierra batida en el Abierto de Marruecos. En la primera ronda, derrotó a Zhang Shuai por 6-2, 6-2. En la segunda ronda, derrotó a Alison Van Uytvanck por 6-1, 6-4. Hercog fue detenida en cuartos de final por la eventual campeona María Teresa Torró Flor en dos desempates. En el Abierto de Portugal, venció a Stefanie Vögele en la primera ronda. En la segunda ronda, derrotó a la sexta cabeza de serie Lucie Šafářová. Hercog perdió en cuartos de final ante la primera cabeza de serie y eventual campeona, Carla Suárez Navarro.  
En el Torneo de Roland Garros, derrotó a Jana Čepelová en la primera ronda. En la segunda ronda, Hercog fue derrotada por la cabeza de serie número 15 Sloane Stephens por 6-1, 6-3. En Wimbledon, ganó su partido de primera ronda contra Paula Ormaechea pero en la segunda ronda, fue derrotada por la cabeza de serie número 23 Lucie Šafářová. 

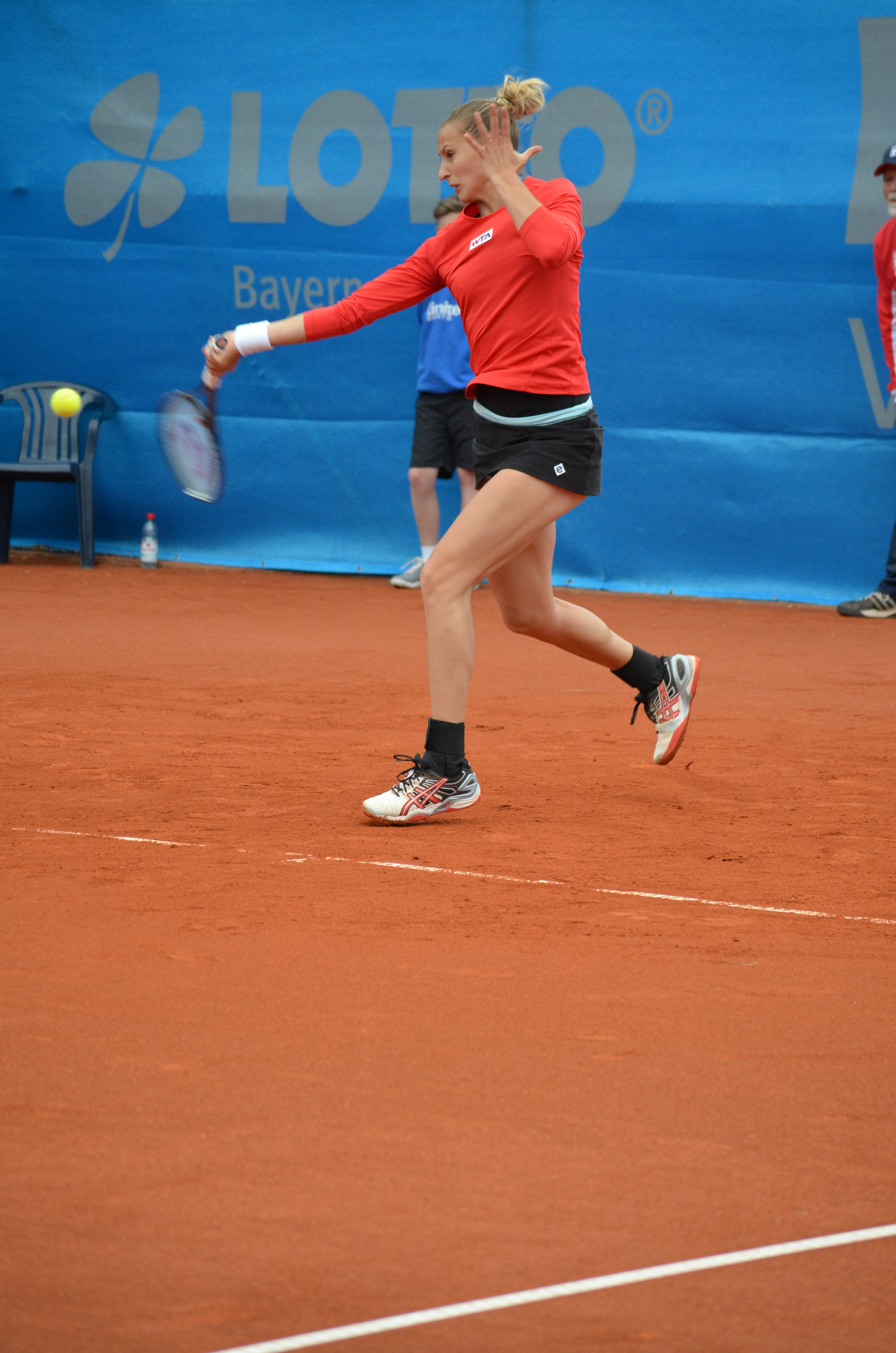
Polona Hercog en Nürnberger 2014

Después de Wimbledon, Hercog compitió en la primera edición del Abierto de Bucarest. Octava cabeza de serie en el cuadro, derrotó a Anna Tatishvili en la primera ronda. En la segunda ronda, venció a Katarzyna Piter mientras que en los cuartos de final, Hercog perdió ante Monica Niculescu.  
Hercog comenzó la Serie del Abierto de Estados Unidos en el Torneo de Washington 2014. Perdió en la primera ronda ante la sexta cabeza de serie y eventual campeona Svetlana Kuznetsova.  Preclasificada en el puesto 20 para la clasificación en el Masters de Cincinnati, Hercog llegó al cuadro principal tras derrotar a Paula Ormaechea y Julia Glushko. En la primera ronda, fue derrotada por Kirsten Flipkens por 6-3, 6-2. Clasificada en el puesto 76 en el Abierto de Estados Unidos, derrotó a la número 35 del mundo, Elina Svitolina, en la primera ronda en dos sets. En la segunda ronda, perdió ante la cabeza de serie número 17 Ekaterina Makarova. 
Preclasificada en el puesto 11 para la clasificación en el Torneo de Pekín, Hercog se clasificó al derrotar a Yulia Putintseva y a la séptima cabeza de serie Monica Puig. En la primera ronda, venció a la número 29 del mundo, Karolína Plíšková.  En la segunda ronda, Hercog perdió ante la cabeza de serie número 12 Ekaterina Makarova. Terminó el año en el puesto número 97 tras conseguir 17 victorias y 20 derrotas en una temporada en la que no pudo levantar ningún título.

### 2015

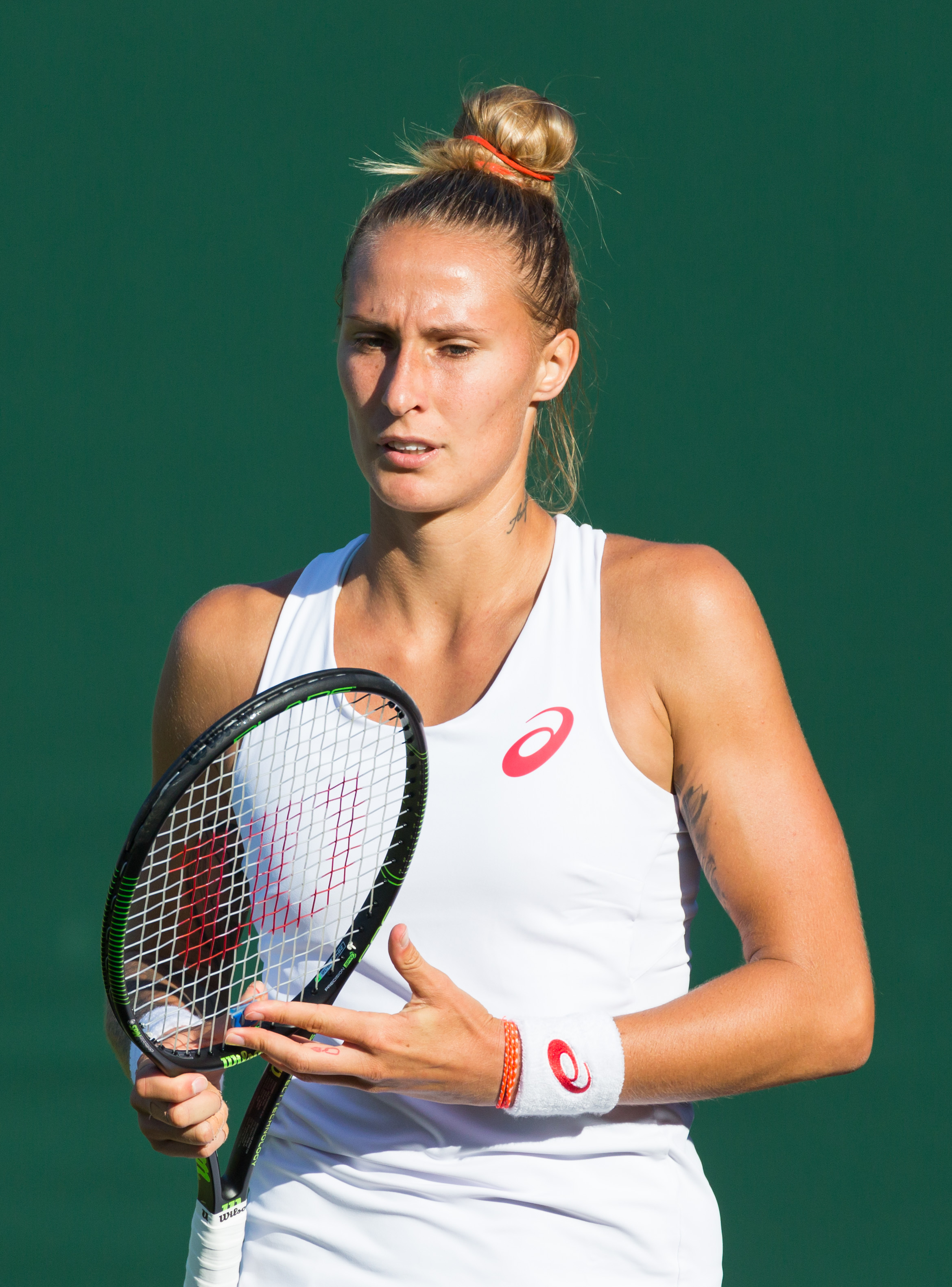
Polona Hercog en Wimbledon en 2015

Hercog comenzó el año en el Torneo de Shenzhen 2015, donde perdió ante la local Zheng Saisai en la segunda ronda. En el Abierto de Australia, perdió en la segunda ronda ante Lucie Hradecká, que había llegado a la clasificación.  Superando la clasificación en el Masters de Indian Wells, Hercog venció a Vera Zvonareva en la primera ronda, pero perdió en la segunda ronda ante la cabeza de serie número 25 Caroline García.  En el Masters de Miami, Hercog fue derrotada en la primera ronda por Anna Karolína Schmiedlová. 

### 2016
Hercog comenzó el año en Auckland, donde perdió en la primera ronda ante la quinta cabeza de serie y eventual campeona, Sloane Stephens.  En el Abierto de Australia, fue derrotada en la primera ronda por la cabeza de serie número 19 Jelena Janković. 
En el Torneo de Monterrey, perdió en la segunda ronda ante la eventual campeona Heather Watson. Compitiendo en Masters de Indian Wells, fue derrotada en la primera ronda por Yanina Wickmayer. En el Masters de Miami, se retiró durante su primera ronda del partido de clasificación contra Fanny Stollár. En el Torneo de Roland Garros, fue derrotada en la segunda ronda por la cabeza de serie número 30, Barbora Strýcová.
Hercog , séptima cabeza de serie en el Bol Ladies Open, en la primera ronda le ganó a Petra Martić en tres set, en la segunda ronda venció a Elitsa Kostova por un abrumador 6-1, 6-0, ya en los cuartos de final derrotó a llegó a Kristína Kučová por 6-4, 6-1 accediendo a las semifinales donde se cruzó con Nao Hibino derrotándola por un arrollador 6-0, 6-2 y en la final, pero perdió ante Mandy Minella por 2-6, 3-6. 
Tras clasificarse en el Eastbourne International, fue derrotada en la primera ronda por Misaki Doi.  En el Campeonato de Wimbledon, perdió en la primera ronda contra Alizé Cornet. 
Compitiendo en el Abierto de Bucarest, Hercog llegó a los cuartos de final, donde fue derrotada por la cuarta cabeza de serie, Laura Siegemund. Representando a Eslovenia en los Juegos Olímpicos de Río, perdió en la primera ronda ante la eventual medallista de oro Mónica Puig. En el Abierto de Estados Unidos, Hercog se enfrentó a la segunda cabeza de serie, Angelique Kerber, en la primera ronda, donde se retiró del partido debido a una enfermedad. Debido a que no jugó durante el resto del año, Hercog terminó el año en el puesto 139.

### 2017
Regresó a la gira para su primer torneo desde el Abierto de Estados Unidos de 2016 en el Torneo de Roland Garros, donde venció a la wildcard francesa Harmony Tan en la primera ronda de clasificación. Sin embargo, en la segunda ronda, Hercog perdió ante Zarina Diyas. Séptima cabeza de serie en el Internazionali di Brescia, ganó el título, derrotando a Ganna Poznikhirenko en la final en dos sets. En el Campeonato de Wimbledon se clasificó al cuadro principal tras vencer a Taylor Townsend, Barbara Haas y Antonia Lottner. En el cuadro principal venció a Annika Beck por 6-2, 6-1. En la segunda ronda a la estadounidense Varvara Lepchenko derrotándola en tres set. En la tercera ronda cayó derrotada por la séptima cabeza de serie Svetlana Kuznetsova por 4-6, 0-6.

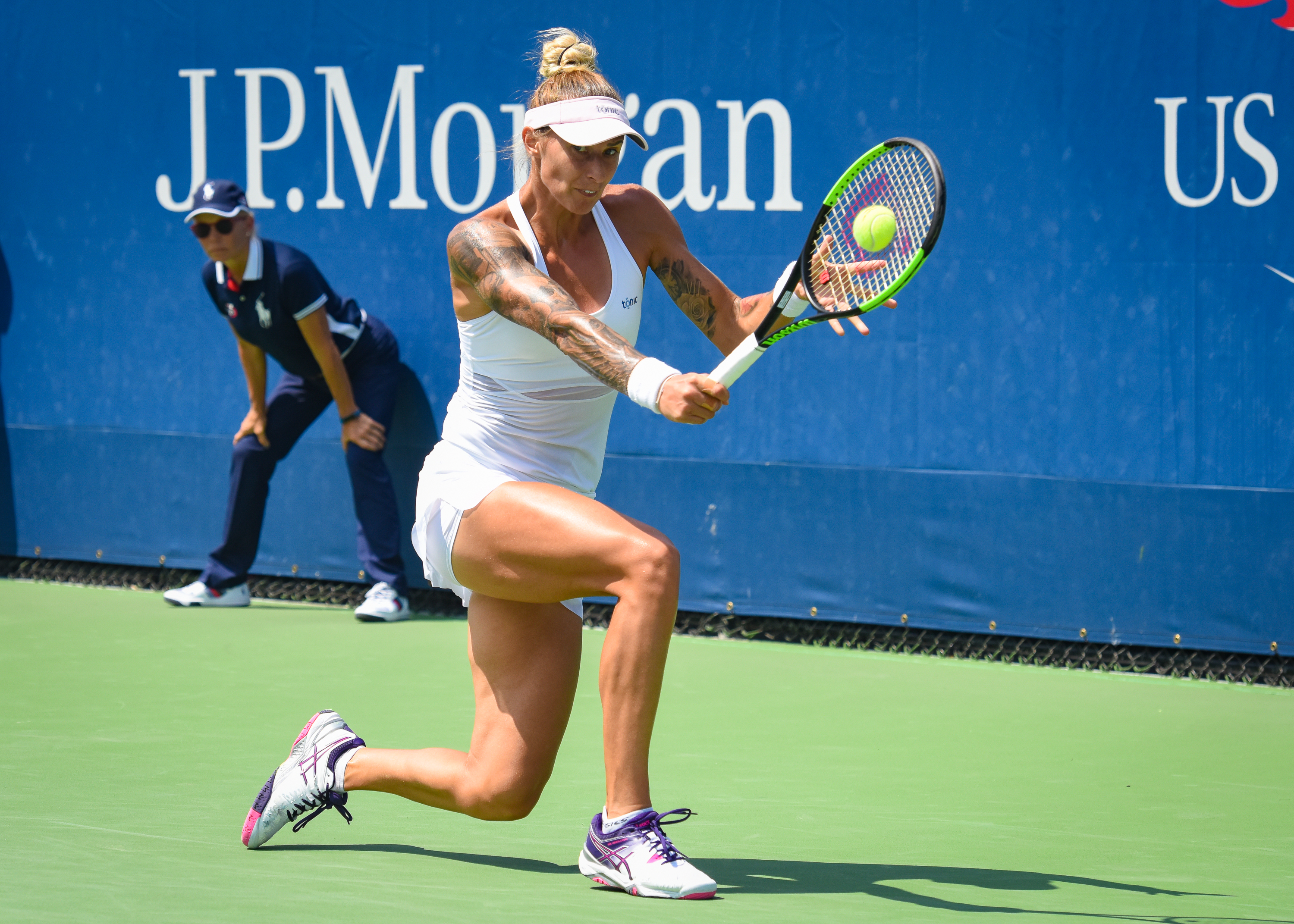
Polona Hercog Abierto de Estados Unidos en 2017.

### 2019
Hercog comenzó el año en el Torneo de Auckland 2019, perdió en la primera ronda ante la tercera cabeza de serie, Hsieh Su-wei. En el Abierto de Australia, perdió en la primera ronda ante la segunda cabeza de serie Angelique Kerber. Como cabeza de serie número uno en el Torneo ITF de Andrézieux-Bouthéon, Hercog llegó a las semifinales, donde se retiró después de perder el primer set contra Rebecca Šramková. En Torneo de Doha 2019, fue derrotada en la ronda final de clasificación por Ajla Tomljanović, sin embargo, debido a la retirada de Ashleigh Barty, entró en el cuadro principal como perdedora afortunada.  En la primera ronda, perdió ante Alison Riske.  En el Torneo de Dubái, cayó en la ronda final de clasificación ante Lucie Hradecká. Dado que Caroline Wozniacki se retiró del torneo debido a una enfermedad viral, obtuvo un lugar de perdedora afortunada en el cuadro principal.  Fue derrotada en la primera ronda por la perdedora afortunada Stefanie Vögele.  
En marzo, jugó en el Masters de Miami. Aunque perdió en la ronda final de la clasificación ante Laura Siegemund, entró en el cuadro principal como perdedora afortunada. Llegó a la tercera ronda, donde fue eliminada por la segunda cabeza de serie, Simona Halep. 
Hercog ganó su tercer título individual de la WTA y el primero después de una sequía de 7 años sin ganar un título, ganó el Ladies Open Lugano, derrotando a Iga Świątek en la final por 6-3, 3-6, 6-3, para remodelar su sala de trofeos y sumar así su tercera conquista. Terminó la temporada en el puesto no.49 con un título y récord de 34 victorias y 26 derrotas.

### 2020
Hercog inició la temporada en el Abierto de Australia, donde perdió en la segunda ronda ante la primera cabeza de serie, Ashleigh Barty. En el Torneo de Dubái, fue derrotada en la ronda final de clasificación por Kristina Mladenovic. En Doha, perdió en la primera ronda ante Alison Van Uytvanck.  La WTA suspendió los torneos de marzo a julio debido a la pandemia de COVID-19. 
Cuando la WTA reanudó los torneos en agosto, Hercog compitió en el Torneo de Palermo 2020. Fue derrotada en la primera ronda por la wildcard italiana Elisabetta Cocciaretto.  En el Abierto de Praga, perdió en un ajustado partido de primera ronda a tres sets contra la máxima cabeza de serie y eventual campeona, Simona Halep.Se saltó tanto el Masters de Cincinnati 2020 como el Abierto de Estados Unidos.
Tercera cabeza de serie en la Torneo de Estambul, Hercog alcanzó los cuartos de final, donde fue derrotada por Paula Badosa. En  el Masters de Roma 2020, derrotó a la quinta cabeza de serie Kiki Bertens en la segunda ronda. Cayó en la tercera ronda ante  Markéta Vondroušová. En el Torneo de Roland Garros, fue derrotada en la segunda ronda por Leylah Fernandez. 
Hercog jugó su último torneo de la temporada en el Dubai Tennis Challenge. Segunda cabeza de serie, llegó a la semifinal, donde perdió ante Sorana Cîrstea.
Hercog terminó el año en el puesto número 49, tras terminar con la temporada con 11 victorias y 10 derrotas.

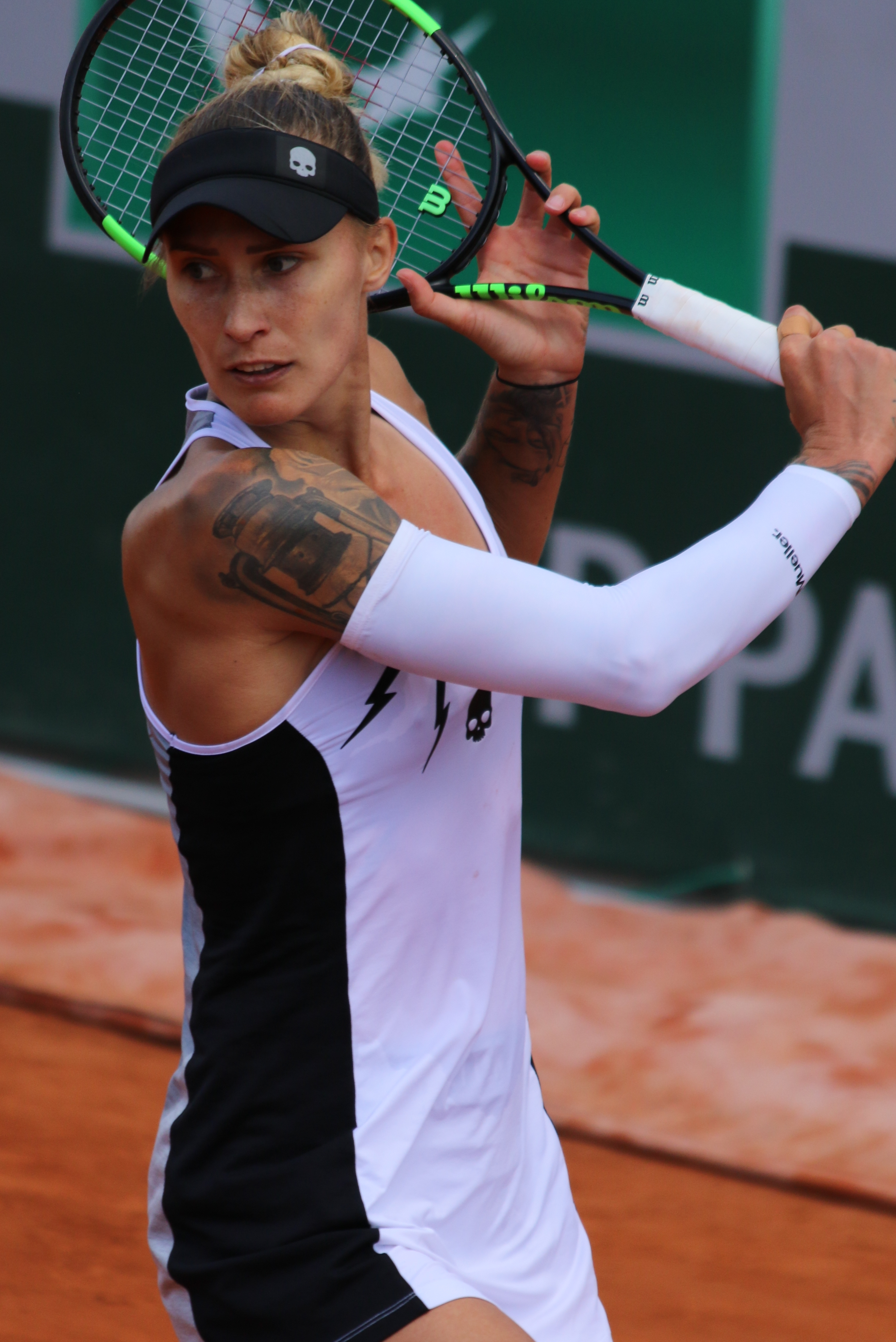
Hercog durante Roland garros.

### 2021
Hercog comenzó su temporada en la primera edición del Torneo de Abu Dhabi, donde perdió en la primera ronda ante la cuarta cabeza de serie y eventual campeona, Aryna Sabalenka.  Preclasificada en el puesto 15 en la primera edición del Trofeo Gippsland , fue derrotada en la segunda ronda por Daria Kasatkina.  En el Abierto de Australia, perdió en la primera ronda ante Caroline Garcia. 
Como cabeza de serie número uno del Oeiras Ladies Open, Hercog ganó el título cuando su oponente, la quinta cabeza de serie Clara Burel, se retiró del partido debido a una lesión en el tobillo izquierdo.
A pesar de perder en la ronda final de clasificación en el Masters de Madrid ante Bernarda Pera, todavía recibió un lugar de perdedora afortunada en el cuadro principal debido a la retirada de Svetlana Kuznetsova.  Fue derrotada en la primera ronda por Jeļena Ostapenko .  Pasando la clasificación en Roma, perdió en la primera ronda ante la cabeza de serie número 17 Maria Sakkari.  En la primera edición del Torneo de Belgrado, fue derrotada en la primera ronda por Leylah Fernández. En el Torneo de Roland Garros, venció a la cabeza de serie número 16 y semifinalista de 2016, Kiki Bertens, en la primera ronda.  Terminó perdiendo en la tercera ronda ante la cabeza de serie número 20 y finalista de 2019, Markéta Vondroušová.
En el Birmingham Classic , Hercog fue derrotada en la primera ronda por la cuarta cabeza de serie y eventual finalista, Daria Kasatkina. En Torneo de Eastbourne, cayó en la primera ronda de la clasificación ante Zhang Shuai. En Wimbledon, perdió en la primera ronda ante Danielle Collins. También perdió en la primera ronda del Abierto de Estados Unidos, ante la décima cabeza de serie Petra Kvitová. Finalmente, perdió en la primera ronda del Masters de Indian Wells ante Anastasija Sevastova, lo que hace que su récord de victorias y derrotas sea de 4-14 para la temporada, el peor en sus 15 años de carrera profesional. Hercog terminó el año en el puesto 135.

## Torneos WTA (5; 3+2)

### Individual (3)
| Leyenda: Antes de 2009          | Leyenda: A partir de 2009 |
| ------------------------------- | ------------------------- |
| Grand Slam (0)                  |                           |
| Juegos Olímpicos (0)            |                           |
| WTA Tour Championships (0)      |                           |
| WTA Tournament of Champions (0) |                           |
| Tier I (0)                      | Premier Mandatory (0)     |
| Tier II (0)                     | Premier 5 (0)             |
| Tier III (0)                    | Premier (0)               |
| Tier IV & V (0)                 | International (3)         |

| N.º | Fecha               | Torneo | Superficie    | Oponente en la final | Resultado     |
| --- | ------------------- | ------ | ------------- | -------------------- | ------------- |
| 1.  | 9 de julio de 2011  | Bastad | Tierra batida | Johanna Larsson      | 6-4, 7-5      |
| 2.  | 22 de julio de 2012 | Bastad | Tierra batida | Mathilde Johansson   | 0-6, 6-4, 7-5 |
| 3.  | 14 de abril de 2019 | Lugano | Tierra batida | Iga Świątek          | 6-3, 3-6, 6-3 |

#### Finalista (3)
| N.º | Fecha                 | Torneo   | Superficie    | Oponente en la final | Resultado     |
| --- | --------------------- | -------- | ------------- | -------------------- | ------------- |
| 1.  | 27 de febrero de 2010 | Acapulco | Tierra batida | Venus Williams       | 6-2, 2-6, 3-6 |
| 2.  | 17 de julio de 2011   | Palermo  | Tierra batida | Anabel Medina        | 2-6, 3-6      |
| 3.  | 29 de abril de 2018   | Estambul | Tierra batida | Pauline Parmentier   | 4-6, 6-3, 3-6 |

### Dobles (2)
| Leyenda: Antes de 2009          | Leyenda: A partir de 2009 |
| ------------------------------- | ------------------------- |
| Grand Slam (0)                  |                           |
| Juegos Olímpicos (0)            |                           |
| WTA Tour Championships (0)      |                           |
| WTA Tournament of Champions (0) |                           |
| Tier I (0)                      | Premier Mandatory (0)     |
| Tier II (0)                     | Premier 5 (0)             |
| Tier III (0)                    | Premier (0)               |
| Tier IV & V (0)                 | International (2)         |

| N.º | Fecha                    | Torneo   | Superficie    | Pareja                     | Oponentes en la final              | Resultado        |
| --- | ------------------------ | -------- | ------------- | -------------------------- | ---------------------------------- | ---------------- |
| 1.  | 27 de febrero de 2010    | Acapulco | Tierra batida | Barbora Záhlavová-Strýcová | Sara Errani Roberta Vinci          | 2-6, 6-1, [10-2] |
| 1.  | 26 de septiembre de 2010 | Seúl     | Dura          | Julia Görges               | Natalie Grandin Vladimíra Uhlířová | 6-3, 6-4         |

#### Finalista (1)
| N.º | Fecha              | Torneo   | Superficie    | Pareja          | Oponentes en la final        | Resultado |
| --- | ------------------ | -------- | ------------- | --------------- | ---------------------------- | --------- |
| 1.  | 19 de mayo de 2008 | Estambul | Tierra batida | Marina Erakovic | Jill Craybas Olga Govortsova | 1-6, 2-6  |

## Torneos WTA125s (0; 0+0)

### Individuales (0)

#### Finalista (1)
| N.º | Fecha              | Torneo | Superficie    | Oponente en la final | Resultado |
| --- | ------------------ | ------ | ------------- | -------------------- | --------- |
| 1.  | 5 de junio de 2016 | Bol    | Tierra batida | Mandy Minella        | 2-6, 3-6  |